# Marlon Roudette
Marlon Roudette (Londen, 5 januari 1983) is een Brits-Vincentaanse zanger. Hij was lid van de band Mattafix en werd vooral bekend door de single New Age die hem in 2011 een nummer 1-hit opleverde in Duitsland, Oostenrijk en Zwitserland. In 2012 bereikte het nummer de Nederlandse Top 40 en de Mega Top 50.

## Biografie
Roudette werd in Londen geboren als zoon van Cameron McVey, een Britse muziekproducent en Vonnie Roudette, een designer en kunstenares uit Saint Vincent en de Grenadines. Op jonge leeftijd verhuisde hij samen met zijn moeder en zus naar Saint Vincent waar hij zijn muzikale carrière begon. Op zijn zeventiende keerde hij weer terug naar Londen. Roudette is een stiefzoon van zangeres Neneh Cherry, en Mabel McVey is zijn halfzus.

## Muziek
De muziekstijl van Roudette is geïnspireerd door Gregory Isaacs, Massive Attack, Sam Cooke, Aretha Franklin en Sade. Hij beschrijft zijn muziek als een mix van pop en reggae. Op 2 september 2011 bracht hij zijn debuutalbum Matter Fixed uit. Als voorloper op het album kwam op 16 augustus 2011 de single New Age uit.

## Discografie
Zie ook discografie Mattafix.

### Albums
| Album met eventuele hitnotering(en) in de Nederlandse Album Top 100 | Datum van verschijnen | Datum van binnenkomst | Hoogste positie | Aantal weken | Opmerkingen |
| ------------------------------------------------------------------- | --------------------- | --------------------- | --------------- | ------------ | ----------- |
| Matter Fixed                                                        | 02-09-2011            | -                     |                 |              |             |

### Singles
| Single met eventuele hitnotering(en) in de Nederlandse Top 40 | Datum van verschijnen | Datum van binnenkomst | Hoogste positie | Aantal weken | Opmerkingen                     |
| ------------------------------------------------------------- | --------------------- | --------------------- | --------------- | ------------ | ------------------------------- |
| New Age                                                       | 16-08-2011            | 17-03-2012            | 9               | 17           | Nr. 10 in de Mega Top 50        |
| Anti-Hero (Brave New World)                                   | 20-02-2012            | 07-07-2012            | tip19           | -            |                                 |
| When the Beat Drops Out                                       | 2014                  | 08-11-2014            | 37              | 2            | Nr. 75 in de B2B Single Top 100 |

| Single met hitnotering(en) in de Vlaamse Ultratop 50 | Datum van verschijnen | Datum van binnenkomst | Hoogste positie | Aantal weken | Opmerkingen |
| ---------------------------------------------------- | --------------------- | --------------------- | --------------- | ------------ | ----------- |
| New Age                                              | 2011                  | 05-11-2011            | 12              | 11           |             |
| Anti-Hero (Brave New World)                          | 2012                  | 03-03-2012            | tip24           | -            |             |
| When the Beat Drops Out                              | 2014                  | 04-10-2014            | tip35           | -            |             |

### NPO Radio 2 Top 2000
Van Marlon Roudette stond alleen New Age in 2012 in de NPO Radio 2 Top 2000, op plek 1678.
- Bibliothèque nationale de France: cb16596299m (data)
- Gemeinsame Normdatei: 135507170
- International Standard Name Identifier: 0000 0000 5706 062X
- MusicBrainz: a1ac5cd2-d23f-4735-8cbb-fdb42eab2b70
- Nationale Bibliotheek van Tsjechië: xx0149136
- Système universitaire de documentation: 16489697X
- Virtual International Authority File: 80230429
- WorldCat: E39PBJfx7JH6Dk4MVDj7cDxbh3